# Les Sims 4 : Être parents
Les Sims 4 : Être parents (The Sims 4: Parenthood) est le cinquième pack de jeu pour Les Sims 4. Il a été annoncé le 16 mai 2017 et est disponible depuis le 30 mai 2017 en numérique uniquement. Cet opus approfondit la vie parentale et accorde aux enfants plus d'interactions.

## Description
Ce nouvel opus modifie le quotidien des Sims, leurs progénitures se montrent en effet plus turbulentes avec des adolescents rebelles et des bambins dissipés. La nouvelle compétence Éducation donne aux Sims adultes un moyen de résoudre ces problèmes. L'éducation a ainsi des conséquences à long terme : elle permet d'obtenir des qualités personnelles. Si les Sims prennent le temps d'enseigner les bonnes manières à leurs enfants, comme la politesse ou la serviabilité, ces derniers peuvent obtenir lors de leur passage à l'âge adulte de nouveaux traits de caractère qui influenceront positivement leur vie. À l'inverse, si les parents ne font rien de tout cela, les Sims obtiendront des traits de caractères déviants[source secondaire nécessaire].
Les enfants peuvent aussi ramener chez eux des projets scolaires sur lesquels ils peuvent travailler après l'école avec leurs proches. Ces projets créent des objets uniques comme des volcans qui entrent en éruption et des fusées à activer dans le jardin. Par exemple, les futurs professionnels de la santé peuvent peaufiner leur maîtrise du stéthoscope sur des ours en peluche.

## Nouveautés

### Créer un Sim
Ce nouvel opus ajoute de nouveaux traits, de nouvelles aspirations et la possibilité d'ajouter de l'acné au visage. Les enfants et les adolescents disposent maintenant de vêtements plus adaptés à leur personnalité.

### Mode Vie
Cette extension offre la possibilité de punir les enfants. Ils peuvent être punis de télévision, d'ordinateur, de sortir de la maison, de voir leurs amis, de téléphone, de musique ou de jouets. Les parents ont de plus la possibilité d'imposer un couvre-feu. Les enfants peuvent désormais apporter un panier repas à l'école et devront parfois travailler sur des projets chez eux après l'école. Les parents peuvent aider leurs enfants à surmonter des émotions extrêmes, notamment durant l'adolescence. Les enfants peuvent tenir un journal intime, et même l'éditer une fois adulte. Enfin, les parents doivent désormais éduquer leurs enfants et les aider à développer leurs qualités personnelles. Il en existe 5 avec une issue négative et positive selon le développement, ce qui a des conséquences sur l'avenir des Sims.